# Ville-Savoye
 Ville-Savoye  es una localidad y comuna de Francia, en la región de Picardía, departamento de Aisne, en el distrito de Soissons y cantón de Braine.
Está integrada en la Communauté de communes du Val de l'Aisne.

## Demografía
| 64 | 64 | 71 | 55 | 55 | 58 |
| Para los censos de 1962 a 1999 la población legal corresponde a la población sin duplicidades (Fuente: INSEE [Consultar]) |    |    |    |    |    |